# Knight Lore
Knight Lore — компьютерная игра в жанре квест, разработанная и выпущенная компанией Ultimate Play The Game в 1984 году. Игра стала третьей в серии Sabreman, после игр Sabre Wulf и Underwurlde. Но, в отличие от предыдущих игр серии, в Knight Lore использовался движок «Filmation», имитирующий трёхмерность с использованием изометрической проекции.
Knight Lore стала известна как первая игра в жанре «изометрического квеста» и этот подход был скопирован многими другими разработчиками.
В 1984 году игра получила награду Golden Joystick Awards в номинации «Игра года».
Журнал Your Sinclair поместил игру на второе место в списке 50 лучших игр всех времен и назвал игру «одной из самых важных (и лучших) игр когда-либо написанных для Спекки» (англ. One of the most important (and best) games ever written for the Speccy).

## Сюжет
Мужчина, который был подвергнут заклинанию и стал оборотнем, совершает путешествие в замок к умирающему волшебнику Мельхиору, с тем чтобы он помог освободиться от заклятия. Есть всего 40 дней и ночей на поиск зелья, способного разрушить колдовство, иначе герой останется оборотнем навсегда.

Основной экран игры

| Иноязычные издания     | Иноязычные издания                          | Иноязычные издания                          |
| Издание                | Оценка                                      | Оценка                                      |
| Издание                | Amstrad CPC                                 | ZX Spectrum                                 |
| ---------------------- | ------------------------------------------- | ------------------------------------------- |
| Amstrad Action         | 95 %                                        |                                             |
| Crash                  |                                             | 94 %                                        |
| CVG                    |                                             | 9/10                                        |
| Sinclair User          |                                             | 9/10                                        |
| Amtix                  | 91 %                                        |                                             |
| Your Spectrum          |                                             | 14/15                                       |
| Награды                |                                             |                                             |
| Издание                | Награда                                     | Награда                                     |
| Golden Joystick Awards | Игра года, 1984                             | Игра года, 1984                             |
| Retro Gamer, 2008      | 7-е место в рейтинге Лучших игр ZX Spectrum | 7-е место в рейтинге Лучших игр ZX Spectrum |

## Игровой процесс
Игрок вновь берёт на себя роль Sabreman; он должен найти мастера Мельхиора и обойти весь замок, с тем чтобы найти ингредиенты, требуемые для зелья. После того как ингредиенты собраны, они должны быть доставлены Мельхиору и опущены в ожидающий котёл. Если задание успешно выполнено в 40-дневный срок, то Sabreman получает освобождение от проклятия ликантропии, которое он получил от Вульфа в игре Sabre Wulf.
Проклятие оборотня само по себе играет важную роль. Начиная игру как Sabreman, игрок периодически превращается в волка, в момент когда день переходит в ночь (переход показывает индикатор движения солнца и луны, в правой нижней части экрана). В момент трансформации (в волка или обратно), Sabreman испытывает короткий припадок (анимированный с долей юмора) и является уязвимым для врагов и опасностей. Некоторые враги (в том числе и котёл Мельхиора) атакуют Sabreman в роли волка-оборотня, что придаёт важное значение выбору момента выполнения действий игроком.

## Влияние
Реализованные технологии и решения в игровом дизайне повлияли на множество игр, среди которых имеется ряд знаковых. Retro Gamer рассматривает 8 «великих» игр, которые попали под влияние Knight Lore: Fairlight, Batman, Sweevo's World, Get Dexter, The Last Ninja, La abadía del crimen, Cadaver, Solstice.